# Lies Koning
Elisabeth Goverdina (Lies) Koning (Zandvoort, 7 november 1917 – Calgary, 12 februari 1975) was een Nederlandse atlete, die zich had toegelegd op de sprint. Zij nam eenmaal deel aan de Olympische Spelen en werd eenmaal Nederlands kampioene.

## Loopbaan
Koning, die lid was van GITA in Haarlem, maakte in 1936 deel uit van de Nederlandse ploeg die werd uitgezonden naar de Olympische Spelen in Berlijn. Zij kwam uit op de 100 m en de 4 x 100 m estafette. Op het individuele sprintnummer strandde zij in de eliminatieronde. Zij werd derde in haar serie in 12,9 s en was hiermee uitgeschakeld voor de halve finale. Op de 4 x 100 m estafette kwam ze wel verder. Het Nederlandse team, dat naast Lies Koning bestond uit Kitty ter Braake, Fanny Koen en Ali de Vries, finishte in haar serie als derde in de Nederlandse recordtijd van 48,4 en bereikte vervolgens in de finale met een tijd van 48,8 een vijfde plaats. In datzelfde jaar werd Koning in 12,7 ook Nederlands kampioene op de 100 m. Het was haar enige titel op nationaal niveau.
Koning, die later trouwde met Van der Stam, ging in 1945 naar Indonesië en emigreerde later naar Canada. Hoewel onbekend is hoe sindsdien haar leven daar is verlopen, is inmiddels wel vastgesteld dat zij op 12 februari 1975 in Calgary is overleden.

## Nederlandse kampioenschappen
| Onderdeel | Jaar |
| --------- | ---- |
| 100 m     | 1936 |

## Persoonlijk record
| Onderdeel | Prestatie | Datum       | Plaats    |
| --------- | --------- | ----------- | --------- |
| 100 m     | 12,2 s    | 5 juli 1936 | Hilversum |

## Palmares

### 100 m
- 1936:  NK - 12,7 s
- 1936: 3e in serie OS - 12,9 s
- 1937: 4e Interl. Duitsland-Ned. - 13,3 s
- 1939: 4e Interl. Duitsland-Ned. - 12,5 s
- 1940: 4e NK - 13,1 s
- 1941:  NK - 12,5 s

### verspringen
- 1939: 4e Interl. Duitsland-Ned. - 5,25 m

### 4 x 100 m estafette
- 1936: 5e OS - 48,8 s (in serie 48,4 s = NR)
- 1937:  Interl. Duitsland-Ned. - 50,5 s